# Mikael Nilsson
Mikael "Micke" Nilsson (Ovesholm, 5 de junho de 1978) é um ex-futebolista sueco. 
Nilssom é descrito como altamente versátil e pode ser utilizado em um número de posições. Jogou na seleção sueca de futebol desde 2002. Foi incluído na seleção do seu país para a copa do mundo de 2006.